# Hans Jensen (erhvervsmand)
 Der er flere personer med dette navn, se Hans Jensen.
Hans Jensen (født 25. september 1947) er en dansk erhvervsmand og forhenværende bankdirektør.
Hans Jensen er uddannet HD i regnskabsvæsen fra Handelshøjskolen i Odense. 1964 til 1977 var han ansat i Kjøbenhavns Handelsbank, 1977-87 i ledende stillinger, senest vicedirektør i sparekassen Bikuben, var 1987-89 direktør i Fællesbanken for Danmarks Sparekasser, 1990-93 direktør i Baltica Bank A/S og var 1993-95 arbejdende formand for Vølund A/S.
Han blev ansat i Falck i 1996, hvor han indtil 2004 var direktør for Group Treasury & Tax. 2004-08 var han Group Treasurer, Vice President, Treasury, Tax, Legal & Insurance, 2008-10 Vice President, Special Projects, og har siden 2010 været Executive Vice President, Redning Latinamerika & Afrika.